# Степанцминда
Степанцми́нда (груз. სტეფანწმინდა в букв. переводе с грузинского — Святой-Степан, в 1921—2007 годы — Казбе́ги (груз. ყაზბეგი)) — посёлок городского типа в Грузии, центр Казбегского муниципалитета.
Степанцминда — климатобальнеологическая курортная местность в Грузии; в 165 км к северу от Тбилиси и в 43 км к югу от Владикавказа. Этот посёлок расположен в центральной части Большого Кавказа, у подножия горы Казбек, на высоте 1744 м, в верхнем течении Терека (на правом берегу), на Военно-Грузинской дороге, в 11 км южнее границы с Россией (Верхний Ларс).
В поселке есть объекты администрации, культуры, просвещения и здравоохранения, туризма (отели) а также малые предприятия по переработке сельскохозяйственной продукции и розливу минеральных вод.

## Климат
Над долиной Терека поднимается вершина Бокового хр. Б. Кавказа — г. Казбек (5033,8 м), покрытая вечными снегами; по склонам — долинные ледники. Растительность представлена хвойными и лиственными лесами (пихта, ель, сосна, берёза и др.).
Климат характеризуется мягкой зимой с устойчивым снежным покровом (средняя температура января −5 °C) и умеренно тёплым летом (ср. температура августа 14 °C). Относительная влажность летом 72 %. Осадков ок. 800 мм в год.
Чистый, прозрачный воздух, большое число солнечных дней создают благоприятные условия для климатотерапии при заболеваниях органов дыхания (нетуберкулёзного характера), а также для проведения профилактических мероприятий. Наряду с климатом курортные природные ресурсы Казбеги составляют минеральные воды источников местечка Паншети, находящегося также на левом берегу реки Терек, в 2 км от Казбеги. По химическому составу воды относятся к углекислым хлоридно-гидрокарбонатным кальциево-натриевым с минерализацией 1,5—2,5 г/л и температурой 15 °C. Суточный дебит источников 190 тыс. л. Мин. воды используют амбулаторно для питьевого лечения при заболеваниях органов пищеварения. Кроме того, на базе источников функционирует завод по розливу лечебно-столовой минеральной воды (под названием «Казбеги»).
В Степанцминде имеется гостиница; в районе Казбеги (в пос. Сиони — горноклиматическом и бальнеологическом курорте в 4 км к югу от пос. Казбеги) — детские оздоровительные лагеря, турбаза.

## История
Первоначальное название связано с жившим в горах поблизости монахом Степане. Однажды он спас жителей деревни, успев предупредить их о сходе лавины. Перенёсшие свои жилища на более безопасное место жители назвали новое поселение — Степанцминда.
В 1774 году здешним правителем сделался местный житель Казибег Чопикашвили. Его сын Габриел за особые заслуги перед русской администрацией был произведён в майоры и получил дворянство, после чего сменил фамилию и стал именовать себя по имени своего отца — Казибегом. По его имени селение было переименовано в Казбег, а после также была названа вершина Мкинварцвери.
Наследник этого дворянского рода, Александр Казбеги, прославился как грузинский писатель — представитель критического реализма XIX века. От своего отца он унаследовал большое хозяйство, но облегчил жизнь своих крепостных, а потом даже ушёл простым пастухом в горы.
В своих произведениях Казбеги описывал жизнь горцев. А одной из его главных тем был конфликт личности человека и традиционных общественных норм. Произведения грузинского литератора многократно переводились и издавались на русском языке. Есть версия, что И.В. Джугашвили (Сталин), взял псевдоним «Коба» по имени героя повести А. Казбеги «Отцеубийца», разбойника, этакого «Робин Гуда», борющегося за справедливость.
Революционные реалии не прошли стороной мимо Социалистической Грузии
Так, с 1921-го по 2007 год, село стало носить имя этого писателя.
В разное время в посёлке помимо грузин-мохевцев, жили осетины, ингуши, татары, русские.
В 1991 году в посёлке  была встреча Президентов России Б.Ельцина, Президента Республики Грузия З.Гамсахурдиа, и главы Северной Осетии А.Галазова, по поводу решения  Грузино-Южноосетинского конфликта.
С 1990-х годов село, посёлок частично стал опустошаться.
Возрождение посёлка началось с середины 2000-х годов. Большинство жителей заняты  туризмом, особое развитие в данной сфере с 2006, 2012, 2021-2022 годах, действуют несколько отелей, гостевых домов, офисы мобильных связей, отделения банков.

## Достопримечательности
В селе и его окрестностях расположены:
- Дом-музей уроженца села Александра Казбеги (в данный момент Краеведческий музей им. писателя Казбеги), могила писателя в ограде его дома.
- церковь Святой Троицы в Гергети.
- 2 Гвелетских водопада — большой и малый (в 7 километрах на север)
- Дарьяльское ущелье и средневековая крепость Дариалисцихе

## Туризм
Из района Казбеги начинаются восхождения на гору Казбек. В 1971 году была построена маятниковая канатная дорога, от которой в Степанцминде до сих пор сохранилась нижняя станция, расположенная рядом с краеведческим музеем. В 1988 году эксплуатация дороги была прекращена.
С 2012 года в районе Казбеги осуществляются полёты на парапланах. Местами проведения полётов являются долины рек  Терги и Сносцкали, а также районы Джута, Гудаури и Пасанаури.
В  регионе также представлены верховая езда, велосипедные маршруты,  альпинистские восхождения, рафтинг, мотокросс и эндуро.
Через село проходит Военно-Грузинская дорога, соединяющая Северную Осетию и Тбилиси.

## Международный пункт пропуска через границу
В 12 км на север от посёлка расположен грузинский МАПП (международный автомобильный пункт пропуска) «Дариали», вновь открытый 1 марта 2010 года. За таможней трансграничное шоссе, проходя через Дарьяльское ущелье, входит в тоннель, внутри которого пересекает российско-грузинскую границу. До 2011 года визы в Грузию в МАПП «Казбеги» не оформлялись. Со 2 июля 2011 года для граждан Российской Федерации введены новые правила, согласно которым стало возможно получить грузинскую визу непосредственно на КПП «Казбеги». В феврале 2012 года Грузия отменила визовый режим с Россией.
К северу от границы расположен российский МАПП «Верхний Ларс».